# Memerd
Memerd (Fries: Meamert) is een voormalige buurtschap in de gemeente Waadhoeke, in de Nederlandse provincie Friesland. De buurtschap bestond uit een tot enkele boerderijen aan de Meamert tussen Winsum en Baard. 
Vanaf de 15e eeuw werd de plaats gespeld als Methemwerd, Memerdaland, Memert en in de 19e eeuw als Memerd.
De Friese naam is nog terug te vinden als een veldnaam en de naam van de boerderij op huisnummer 2. Ten oosten van de buurtschap ligt de Meamerter Polder, waarin ook de voormalige buurtschap Langwerd is gelegen, wat ook uit slecht nog één boerderij bestaat.